# Governació del Líban-Nord
La governació o muhàfadha del Nord (àrab: محافظة الشمال, muḥāfaẓat ax-Xamāl) és una de les governacions del Líban. La capital és Trípoli.

## Districtes
Com les altres governacions del Líban, està organitzada per districtes o qadàs:
- Akkar (Halba)
- Batrún (Batrun)
- Bisharri (Bisharri)
- Kura (Amiún)
- Miniyeh-Danniyeh (Miniyeh-Danniyeh)
- Trípoli (Trípoli)
- Zgharta (Zgharta-Ehden)

## Grups religiosos
- Musulmans sunnites 53,04%
- Cristians 44,68%
- Musulmans shiites 2,27%
- Drusos 0,01%